# Tre Valli Varesine 1993
La Tre Valli Varesine 1993, settantatreesima edizione della corsa, si svolse il 20 agosto 1993 su un percorso di 209,2 km. La vittoria fu appannaggio dell'italiano Massimo Ghirotto, che completò il percorso in 5h21'49", precedendo i connazionali Francesco Casagrande e Bruno Cenghialta.
Sul traguardo di Varese 43 ciclisti portarono a termine la competizione.

## Ordine d'arrivo (Top 10)
| Pos. | Corridore            | Squadra                 | Tempo    |
| ---- | -------------------- | ----------------------- | -------- |
| 1    | Massimo Ghirotto     | ZG Mobili-Selle Italia  | 5h21'49" |
| 2    | Francesco Casagrande | Mercatone Uno-Medeghini | s.t.     |
| 3    | Bruno Cenghialta     | Ariostea                | a 5"     |
| 4    | Claudio Chiappucci   | Carrera Jeans           | s.t.     |
| 5    | Davide Cassani       | Ariostea                | s.t.     |
| 6    | Fabio Roscioli       | Carrera Jeans           | a 23"    |
| 7    | Alberto Elli         | Ariostea                | s.t.     |
| 8    | Roberto Caruso       | ZG Mobili-Selle Italia  | s.t.     |
| 9    | Stefano Della Santa  | Mapei-Viner             | s.t.     |
| 10   | Leonardo Sierra      | ZG Mobili-Selle Italia  | s.t.     |